# Words (sång)
Words är en låt av den svensk DJ:n och producenten Alesso, med den svenska sångerskan Zara Larsson. Den släpptes den 22 april 2022 klockan 22:22. Låten skrevs och producerades av Alesso, tillsammans med Larsson, Karen Ann Poole och Becky Hill. Den nådde plats 5 i Sverige och topp 40 i Belgien, Kroatien, Ungern, Nederländerna, Norge, Polen och Storbritannien.

## Låtlista
Digital nedladdning/streaming
1. "Words" (med Zara Larsson) – 2:22

Digital nedladdning/streaming – Alesso VIP Mix
1. "Words" (med Zara Larsson; Alesso VIP Mix) – 5:28